# Herbert Mumm von Schwarzenstein

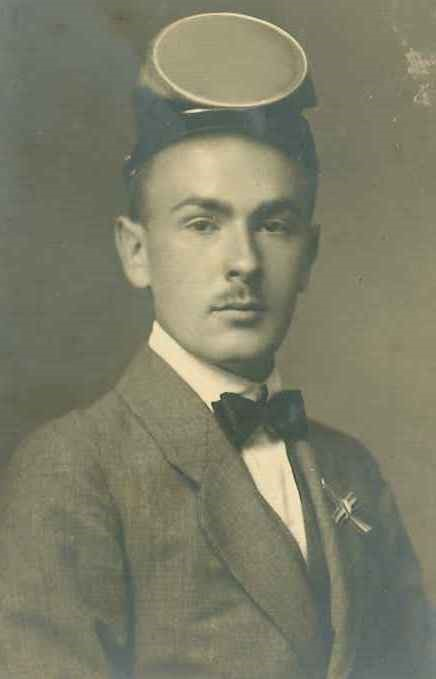
Herbert Mumm von Schwarzenstein mit der Corpsschleife und dem Stürmer seines Corps Palatia Bonn.

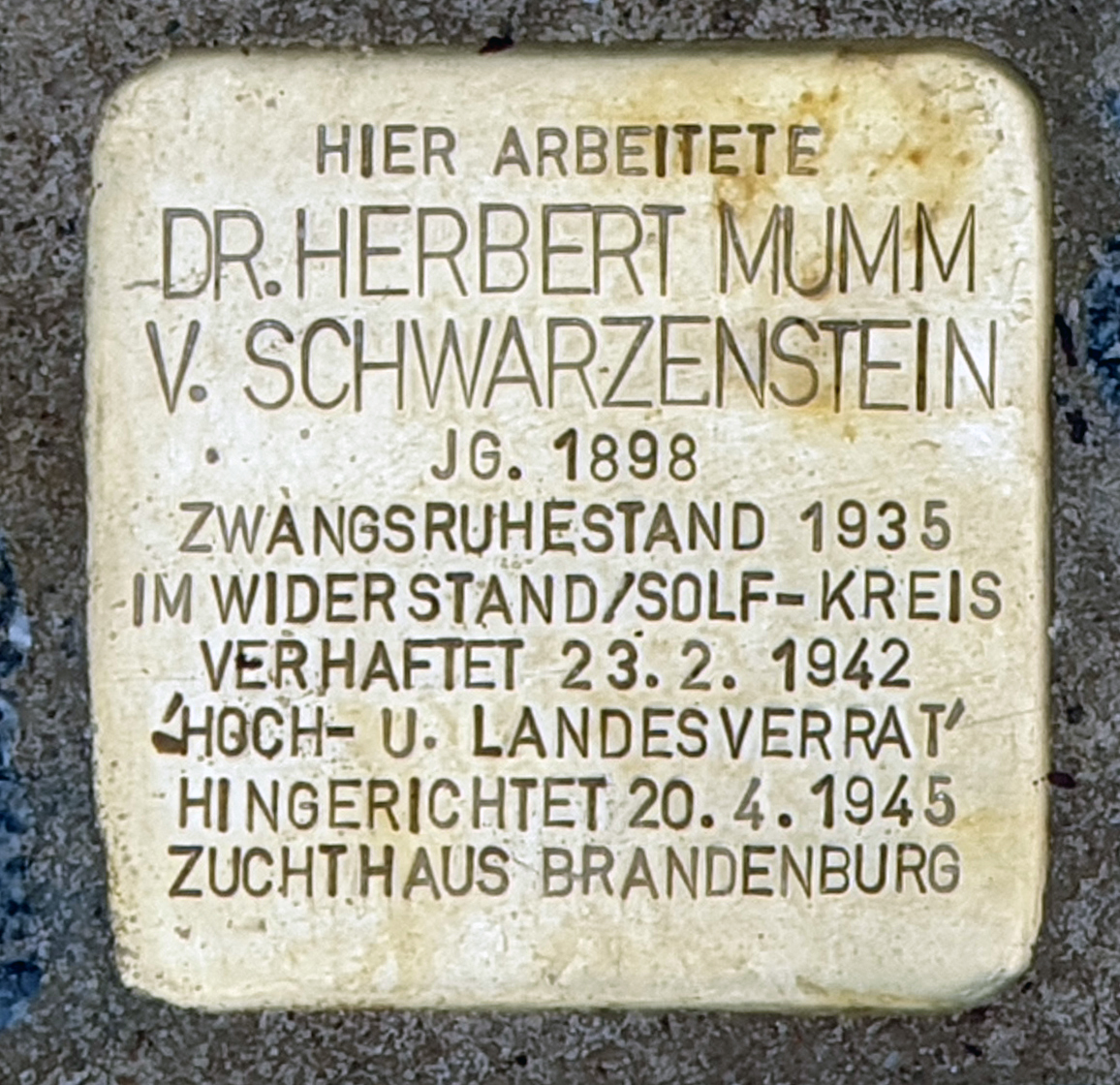
Stolperstein am Haus, Wilhelmstraße 92, in Berlin-Mitte

Herbert Mumm von Schwarzenstein (* 22. Oktober 1898 in Frankfurt am Main; † 20. April 1945 in Brandenburg an der Havel) war ein deutscher Diplomat und Widerstandskämpfer gegen den Nationalsozialismus.

## Leben
Herbert Mumm von Schwarzenstein kam als Großneffe des ersten preußischen Bürgermeisters von Frankfurt Daniel Heinrich Mumm von Schwarzenstein zur Welt. Seine Eltern waren der Bankier Alfred Mumm von Schwarzenstein (1874–1935) und seine Frau Martha geb. Delius (1875–1938), sein jüngerer Bruder der Diplomat Bernd Mumm von Schwarzenstein. 1917 erlangte er das Abitur, woran sich der Kriegsdienst bis zum Ende des Ersten Weltkrieges anschloss. Von 1919 bis 1921 studierte er an der Friedrich-Alexander-Universität Erlangen und der Rheinischen Friedrich-Wilhelms-Universität Rechtswissenschaft. 1919 wurde er Corpsschleifenträger der Palatia Bonn. 1922 legte er die Erste Prüfung der Konsularakademie Wien ab, bevor er an der neuen Universität zu Köln zum Dr. iur. promoviert wurde. Im März 1923 trat er in den diplomatischen Dienst des Deutschen Reichs. Sein erster Auslandsposten war die Deutsche Botschaft London, wo er unter Botschafter Friedrich Sthamer als Legationssekretär tätig war. 1925 erfolgte ein Wechsel an die Deutsche Botschaft Tokio. Dort lernte Mumm von Schwarzenstein den ehemaligen Außenminister und damaligen Botschafter Wilhelm Solf kennen. Von 1927 bis 1935 war Herbert Mumm von Schwarzenstein im Auswärtigen Amt in Berlin beschäftigt, unterbrochen von Abordnungen in das Sekretariat des Reichspräsidenten Paul von Hindenburg und an die deutsche Botschaft in Oslo (1931/32). Seit Einrichtung der Gestapo ermittelte diese gegen den regimekritischen Diplomaten. Im Februar 1935 wurde er wegen angeblicher Vergehen nach § 175 StGB verhaftet, wie auch andere missliebige Beamten zu dieser Zeit (zum Beispiel Achim Gercke und Helmut Nicolai). Es gelang ihm aber zunächst, sich den Fängen des NS-Regimes zu entziehen. Über seinen ehemaligen Vorgesetzten Wilhelm Solf und dessen Ehefrau Hanna Solf kam Mumm von Schwarzenstein in die Kreise des Widerstandes. Er gehörte bald zum engeren Zirkel des Solf-Kreises, der in sich vor allem regimekritische Diplomaten vereinigte. Herbert Mumm von Schwarzenstein arbeitete in dieser Zeit als historischer Berater von Filmgesellschaften. Am 23. Februar 1942 erfolgte seine Verhaftung (vgl.: Nikolaus Christoph von Halem). Das Urteil des Volksgerichtshofes erging allerdings erst zwei Jahre später. Der Inhaftierte wurde zum Tode verurteilt und am 20. April 1945 im Zuchthaus Brandenburg-Görden durch Erschießung hingerichtet.

„Herbert Mumm war ein Meister der Menschenbehandlung, er liebte die Menschen und sah in ihnen Geschöpfe Gottes. Er stellte sich gegen die Diktatur in Deutschland, weil er nicht ertragen konnte, dass Würde und Freiheit des Menschen mit Füßen getreten wurden.“

Das Auswärtige Amt richtete im Jahr 2000 eine Gedenkstätte für die Widerstandskämpfer aus den Reihen des diplomatischen Corps ein, wo auch Herbert Mumm von Schwarzensteins seither gedacht wird.
Am 5. November 2021 wurde vor dem ehemaligen deutschen Außenministerium, Berlin-Mitte, Wilhelmstraße 92, ein Stolperstein für ihn verlegt.